# Burg Kessenich
Die Burg Kessenich liegt am nördlichen Rand des gleichnamigen Stadtviertels von Euskirchen, der Kreisstadt am nördlichen Rand der Eifel. In unmittelbarer Nähe zur Burg fließt die Erft. In den Grundzügen handelt es sich um eine zweiteilige Wasserburg.
1339 wird die Burg zum ersten Mal urkundlich erwähnt, als Otto von Kessenic sie dem Markgrafen zu Jülich zu Lehen aufträgt. Damit beugte sich der Burgherr dem Druck der Jülicher, die konsequent den Ausbau ihrer territorialen Macht vorantrieben und 1355 den Erwerb von Euskirchen erreichen konnten. Am 13. Januar 1363 verkaufte sein Erbe Ludwig von Kessenich den Besitz an Reinhart von Binsfeld. Die Familie Binsfeld verschuldete sich im Lauf der Zeit, verlor andere Lehen, kann aber die Burg 1514 wieder uneingeschränkt nutzen.
Heinrich von Binsfeld zu Stamge, Herr zu Merzenich, Fürstlicher Rat und Marshall seit 1575, gab der mittelalterlichen Burg eine neue Gestalt. 1565 wurde er auch noch Amtmann in Blankenberg. Seine Tochter Elisabeth heiratete 1586 Johann Richard Waldbott von Bassenheim und brachte 1604 die Burg und den elterlichen Besitz in Kessenich und Merzenich als Erbe ein.

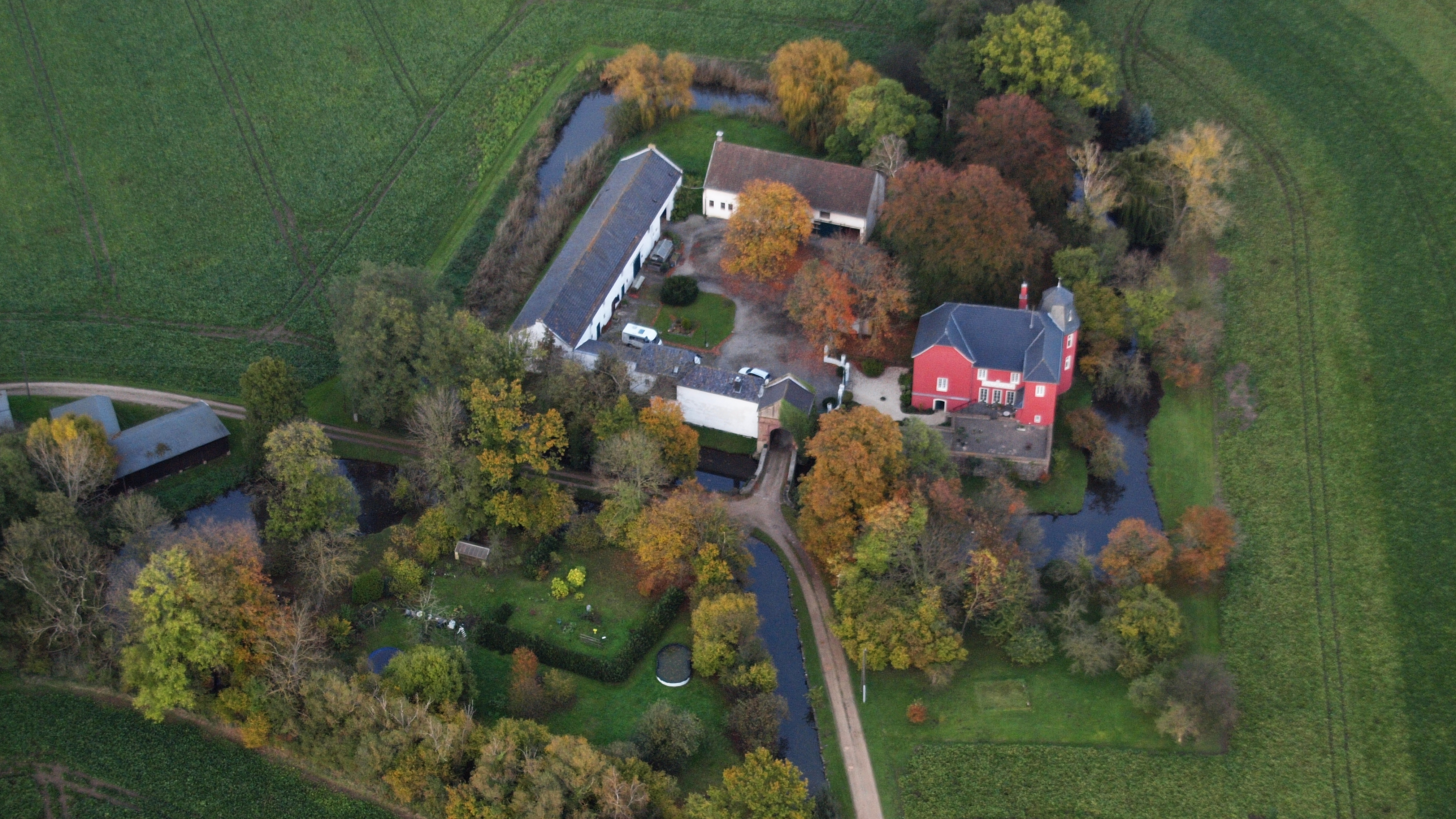
Burg Kessenich, Luftaufnahme (2014)

Der nächste Umbau der Burg datiert aus den dreißiger Jahren des 17. Jahrhunderts, veranlasst vom damaligen Besitzer, dem kaiserlichen und kurpfälzischen Rat, Heinrich Waldbott von Bassenheim, der auch Amtmann von Nideggen und Jülich war. Nach 1769 gehörte die Burg einem Freiherrn von Kleist. 1828 geht das Gut in bürgerlichen Besitz über. 1884 erwarb die Burg J.W. Arnolds, dessen Nachkommen die Burg noch heute besitzen.